# Фуенте-ель-Саус
Фуенте-ель-Саус (ісп. Fuente el Saúz) — муніципалітет в Іспанії, у складі автономної спільноти Кастилія-і-Леон, у провінції Авіла. Населення — 252 особи (2010).
Муніципалітет розташований на відстані близько 120 км на північний захід від Мадрида, 39 км на північний захід від Авіли.

## Демографія
Динаміка населення (INE ):